# Заради нея съм Ева
„Заради нея съм Ева“ (на испански: Por ella soy Eva) е мексиканска теленовела от 2012 г., режисирана от Бенхамин Кан и продуцирана от Роси Окампо за Телевиса. Адаптация е на колумбийската теленовела En los tacones de Eva от 2006 г., създадена от Елким Оспина, Фернан Ривера и Хуан Карлос Тронкосо.
В главните положителни роли са Лусеро и Хайме Камил, а в отрицателните - Марсело Кордоба и Мариана Сеоане.

## Сюжет
Разказва се историята на Елена Морено, самотна майка, чийто единствен приоритет в живота е да отгледа сина си Николас (Лалито). Тя води спокоен живот, но баща ѝ, дон Едуардо, вярва, че Елена не възпитава правилно сина си. Хуан Карлос Кабайеро Мистрал е изпълнителен директор на туристическата компания „Групо Империо“, лидер в своята област, която е напът да подпише договор с предприемача Ричард Феърбанкс, но до сделка не се стига. По стечение на обстоятелствата, Елена разработва проект за екотуризъм за мексикански плаж в щата Гереро. Използвайки своята красота, Хуан Карлос, представящ се за чуждестранен бизнесмен, решава да открадне проекта от Елена, но съжителствайки заедно, той се влюбва в нея...
Елена и Лусия, най-добрата ѝ приятелка, откриват туристическа агенция и работата им потръгва, докато не пристига Хуан Карлос, но този път маскиран като аржентинеца Хуан Перон, който иска услуги от агенцията, но всъщност търси информация за проекта на Елена. Тъй като е женкар, Хуан Карлос вярва, че никоя жена не може да му устои на чара и красотата, но разбира, че всъщност Елена не е като другите жени, а е човек, борещ се срещу мачизма и социалните предразсъдъци, продължаващи и до днес.
Плутарко и Ребека планират да станат милионери, като тихомълком присвоят компанията от Хуан Карлос, без никой да подозира. Плутарко е женен за Антония, сестра на Адриано, собственк на компанията „Емпайър Групо“. Антония знае, че бракът ѝ не върви, и че Плутарко се е оженил за нея заради парите ѝ.
Елена и Хуан (Хуан Карлос) започват връзка, като го представя на родителите си и на детето си. Скоро, обаче, Елена разбира за истинската самоличност на Хуан, и най-лошото – че съблазнява жените за хоби.
Скоро след автомобилна катастрофа, при която всички мислят Хуан Карлос за мъртъв, той отново се появява в живота на Елена, но този път в ролята на Ева Мария. Така Хуан Карлос получава урок от живота, който променя начина му на мислене и отношението му към жените, като се превръща в почтен човек, готов да се бори и да оцени истинската любов, която е в лицето на Елена.

## Актьори
Част от актьорския състав:
- Лусеро – Елена Морено Ромеро
- Хайме Камил – Хуан Карлос Кабайеро Мистрал / Хуан Перон / Ева Мария Леон Харамийо вдовица де Сулоага
- Марсело Кордоба – Плутарко Рамос Ариета
- Мариана Сеоане – Ребека Оропеса
- Патрисия Навидад – Мими Де ла Роса / Еметерия Харамийо
- Елена Рохо – Еухения Мистрал де Кабайеро
- Летисия Пердигон – Силвия Ромеро Руис де Морено
- Едуардо Сантамарина – Диего Фонтикода
- Мануел Охеда – Едуардо Морено Ландерос
- Карлос Брачо – Модесто Кабайеро
- Хесус Очоа – Адриано Рейес Мендиета
- Марта Хулия – Саманта
- Карлос Баларт – Ренато
- Карлос де ла Мота – Сантяго Ескудеро
- Фердинандо Валенсия – Ренато Камарго / Ренато Кабайеро Камарго
- Фабиола Гуахардо – Паола Легарета
- Пабло Валентин – Фернандо Контрерас
- Лаура Кармине – Камила Феърбанкс
- Синтия Клитбо – Любовница на Хуан Карлос
- Салвадор Санчес – Китаеца

## Премиера
Премиерата на Заради нея съм Ева е на 20 февруари 2012 г. по Canal de las Estrellas. Последният 166. епизод е излъчен на 7 октомври 2012 г.

## Адаптации
Заради нея съм Ева е адаптация на колумбийската теленовела En los tacones de Eva от 2006 г., продуцирана от RCN Televisión, с участието на Хорхе Енрике Абейо и Моника Лопера.